# 欧日-圣梅达尔
欧日-圣梅达尔（法語：Auge-Saint-Médard，法語發音：[oʒ sɛ̃ medaʁ]）是法国夏朗德省的一个旧市镇，位于该省西部，属于干邑区。欧日-圣梅达尔于1993年由原市镇欧日（Auge）和圣梅达尔（Saint-Médard）合并而成。2019年，欧日-圣梅达尔与临近的3个市镇合并为新市镇瓦勒多日，欧日-圣梅达尔为新市镇行政中心。

## 地理
欧日-圣梅达尔（45°50'50"N, 0°5'9"W）面积17.37 平方千米，位于法国新阿基坦大区夏朗德省，该省份为法国西部内陆省份，北起德塞夫勒省和维埃纳省，东临上维埃纳省，东南至多尔多涅省，南至多爾多涅省，西接滨海夏朗德省。
与欧日-圣梅达尔接壤的市镇（或旧市镇、城区）包括：昂维尔、博讷维尔、蒙斯、蒙蒂涅、韦尔迪耶、布雷东。
欧日-圣梅达尔的时区为UTC+01:00、UTC+02:00（夏令时）。

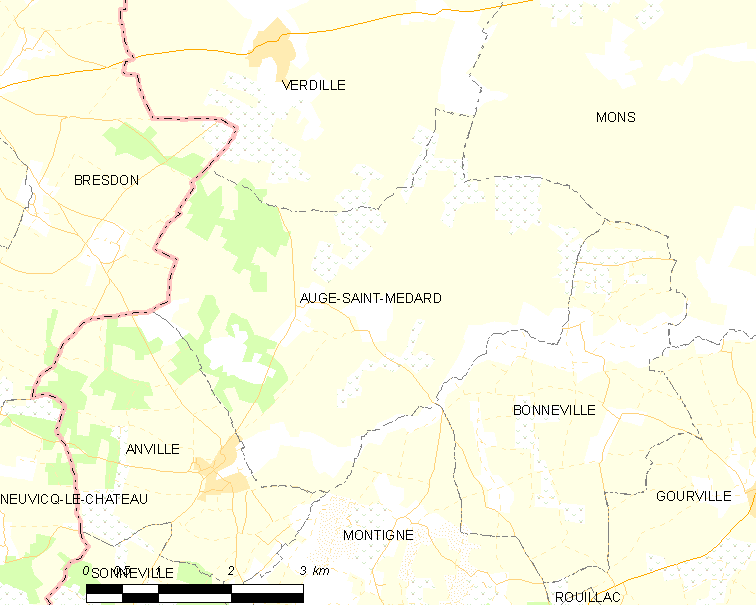
欧日-圣梅达尔的OSM定位图

## 行政
欧日-圣梅达尔的邮政编码为16170，INSEE市镇编码为16339。

## 政治
欧日-圣梅达尔所属的省级选区为努埃尔河谷县。

## 人口

1962-2008年间欧日-圣梅达尔人口变化图示

欧日-圣梅达尔于2018年1月1日时的人口数量为281人。